# Melanophthalma maura
Melanophthalma maura là một loài bọ cánh cứng trong họ Latridiidae. Loài này được Motschulsky miêu tả khoa học năm 1866.